# Unione Sportiva Imperia 1935-1936
Questa pagina raccoglie le informazioni riguardanti l'Unione Sportiva Imperia nelle competizioni ufficiali della stagione 1935-1936.

## Rosa
| N. |                   | Ruolo | Calciatore          |
| -- | ----------------- | ----- | ------------------- |
|    | Italia (bandiera) | A     | Vittorio Amoretti   |
|    | Italia (bandiera) | P     | Francesco Arrigo    |
|    | Italia (bandiera) | A     | Martino De Maurizi  |
|    | Italia (bandiera) | D     | Massimo Farina      |
|    | Italia (bandiera) | C     | Enzo Flabi          |
|    | Italia (bandiera) | A     | Bruno Gatti         |
|    | Italia (bandiera) | A     | Gino Gabba          |
|    | Italia (bandiera) | A     | Mario Ghiglione     |
|    | Italia (bandiera) | A     | Benvenuto Lagorio   |
|    | Italia (bandiera) | C     | Francesco Lanfranco |
|    | Italia (bandiera) | C     | Ugo Magnetto        |

| N. |                   | Ruolo | Calciatore        |
| -- | ----------------- | ----- | ----------------- |
|    | Italia (bandiera) | C     | Giuseppe Mandelli |
|    | Italia (bandiera) | A     | Giovanni Mantero  |
|    | Italia (bandiera) | A     | Carlo Massolo     |
|    | Italia (bandiera) | A     | Pietro Pantani    |
|    | Italia (bandiera) | D     | Giovanni Poggi    |
|    | Italia (bandiera) | C     | Pietro Repetto    |
|    | Italia (bandiera) | D     | Giuseppe Ronca    |
|    | Italia (bandiera) | P     | Teresio Signori   |
|    | Italia (bandiera) | A     | Cesare Testera    |
|    | Italia (bandiera) | D     | Pio Tilli         |